# 26757 Бастей
26757 Бастей (26757 Bastei) — астероїд головного поясу.
Тіссеранів параметр щодо Юпітера — 3,337.